# Бро Сент Којер
Бро Сент Којер (фр. Braux-Sainte-Cohière) насеље је и општина у североисточној Француској у региону Шампањ-Арден, у департману Марна која припада префектури Сент Манеу.
По подацима из 2011. године у општини је живело 93 становника, а густина насељености је износила 14,98 становника/km². Општина се простире на површини од 6,21 km². Налази се на средњој надморској висини од 160 метара.

## Демографија
| 1962. | 1968. | 1975. | 1982. | 1990. | 1999. | 2011. |
| ----- | ----- | ----- | ----- | ----- | ----- | ----- |
| 55    | 85    | 56    | 62    | 61    | 71    | 93    |

График промене броја становника у току последњих година